# Código Civil brasileiro de 1916

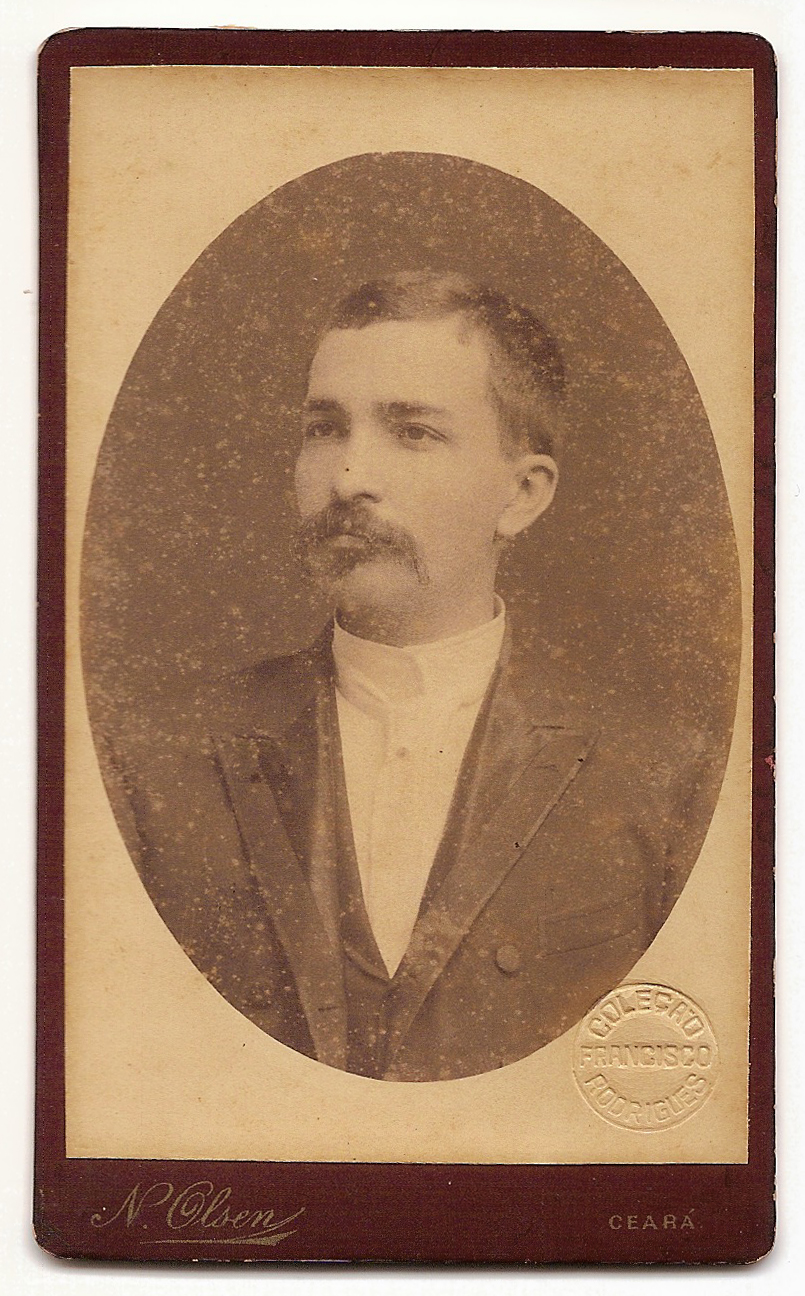
Clóvis Beviláqua.

O Código civil brasileiro de 1916 foi o código civil em vigor no Brasil de 1 de janeiro de 1917 a 11 de janeiro de 2003. Foi instituído pela Lei n.° 3 071 de 1 de janeiro de 1916, também conhecido como Código Beviláqua em homenagem a seu principal autor, Clóvis Beviláqua.
É composto de 1 807 artigos divididos em dois blocos principais, a "Parte geral" e a "Parte especial". A primeira parte é composta de três livros: "Das pessoas", "Dos bens" e "Dos fatos jurídicos". Já a "Parte especial" era composta de quatro livros: "Do direito de família", "Do direito das coisas", "Do direito das obrigações" e "Do direito das sucessões".
Foi a primeira lei a grafar o nome Brasil com a letra S.